# Euphaedra (Euphaedrana) latifasciata
Euphaedra (Euphaedrana) latifasciata es una especie de  Lepidoptera, de la familia Nymphalidae,  subfamilia Limenitidinae, tribu Adoliadini, pertenece al género Euphaedra, subgénero (Euphaedrana).

## Localización
Esta especie de Lepidoptera se encuentra localizada en Uganda. 